# شباك حبيبي (فلم)
شباك حبيبي (بالعربية: نافذة حبيبي) هو فيلم سينمائي مصري، من إنتاج عام 1951، وبطولة أنور وجدي ونور الهدى وعبد العزيز محمود، وإخراج عباس كامل وإنتاج أنور وجدي.

## فريق العمل
- نور الهدى في دور صفية/عنايات.
- ماري منيب في دور أم صفية.
- عبد الفتاح القصري في دور المعلم سماحة، زوج أم صفية.
- عبد العزيز محمود في دور الأسطى سلامة، خطيب صفية.
- زينات علوي في دور عزيزة، أخت سلامة.
- محمود شكوكو في دور حمودة، خطيب عزيزة.
- أنور وجدي في دور كمال، خطيب عنايات.
- سامية رشدي في دور أم كمال.
- هاجر حمدي في دور ملبن.
- فريد شوقي في دور رشاد.
- ثريا فخري في دور أم رشاد.
- عزيز عثمان في دور الأسطى راسخ.

## روابط خارجية
- مقالات تستعمل روابط فنية بلا صلة مع ويكي بيانات